# Hradec (berg)
Hradec är ett berg i Tjeckien.   Det ligger i regionen Mellersta Böhmen, i den centrala delen av landet, 40 km sydväst om huvudstaden Prag. Toppen på Hradec är 628 meter över havet.
Terrängen runt Hradec är varierad. Runt Hradec är det ganska tätbefolkat, med 54 invånare per kvadratkilometer. Närmaste större samhälle är Příbram, 15,4 km sydväst om Hradec. I omgivningarna runt Hradec växer i huvudsak blandskog.